# Тархия
Тархия (Югарас) — река в России, протекает в Тюменской области. Устье реки находится в 209 км по правому берегу реки Большой Туртас. Длина реки составляет 20 км. 

## Данные водного реестра
По данным государственного водного реестра России относится к Иртышскому бассейновому округу, водохозяйственный участок реки — Иртыш от впадения реки Тобол до города Ханты-Мансийск (выше), без реки Конда, речной подбассейн реки — бассейны притоков Иртыша от Тобола до Оби. Речной бассейн реки — Иртыш.
По данным геоинформационной системы водохозяйственного районирования территории РФ, подготовленной Федеральным агентством водных ресурсов: 
- Код водного объекта в государственном водном реестре — 14010700112115300013319
- Код по гидрологической изученности (ГИ) — 115301331
- Код бассейна — 14.01.07.001
- Номер тома по ГИ — 15
- Выпуск по ГИ — 3